# 인도 총독 목록
인도 제국의 총독(영어: Governor-General of India)은 인도 제국에서 영국의 군주를 대리하며, 인도 제국 정부의 수장이었다.이 직위는 1773년에 벵골 윌리엄 요새 지역 지사라는 이름으로 처음 성립되었다. 비록 1947년 인도가 독립하면서 직위는 사라지지만 이는 새로이 생긴 두 자치령인 파키스탄 자치령과 인도 자치령지사로 이어져 각각 1956년과 1950년 이 두 국가가 영연방 내 입헌군주제에서 공화제로 바꾸기까지 존속하게 된다.

## 인도 제국의 총독 목록

### 벵골의 윌리엄 요새 지역 지사, 1773-1833
| #  | 이름                           | 초상 | 임기시작         | 임기종료         |
| -- | ------------------------------ | ---- | ---------------- | ---------------- |
| 1  | 워런 헤이스팅스                |      | 1773년 10월 20일 | 1785년 2월 1일   |
| 2  | 준남작 존 맥퍼슨 경 (대리)     |      | 1785년 2월 1일   | 1786년 9월 12일  |
| 3  | 콘월리스 백작                  |      | 1786년 9월 12일  | 1793년 10월 28일 |
| 4  | 존 쇼어                        |      | 1793년 10월 28일 | 1798년 3월       |
| 5  | 중장 앨루레드 클라크 경 (대리) |      | 1798년 3월       | 1798년 5월 18일  |
| 6  | 웰즐리 후작                    |      | 1798년 5월 18일  | 1805년 7월 30일  |
| 7  | 콘월리스 후작                  |      | 1805년 7월 30일  | 1805년 10월 5일  |
| 8  | 준남작 조지 발로우 경 (대리)   |      | 1805년 10월 10일 | 1807년 7월 31일  |
| 9  | 민토 경                        |      | 1807년 7월 31알  | 1813년 10월 4일  |
| 10 | 헤이스팅스 후작                |      | 1813년 10월 4일  | 1823년 1월 9일   |
| 11 | 존 애덤 (대리)                 |      | 1823년 1월 9일   | 1823년 8월 1일   |
| 12 | 애머스트 백작                  |      | 1823년 8월 1일   | 1828년 3월 13일  |
| 13 | 윌리엄 버터워스 베일리 (대리)  |      | 1828년 3월 13일  | 1828년 7월 4일   |
| 14 | 윌리엄 벤팅크 경               |      | 1828년 7월 4일   | 1833년           |

### 인도 지사, 1833-1858
| #  | 이름                         | 초상 | 임기 시작       | 임기 종료       |
| -- | ---------------------------- | ---- | --------------- | --------------- |
| 14 | 윌리엄 벤팅크 경             |      | 1833년          | 1835년 3월 20일 |
| 15 | 준남작 찰스 멧칼프 경 (대리) |      | 1835년 3월 20일 | 1836년 3월 4일  |
| 16 | 오클랜드 백작                |      | 1836년 3월 4일  | 1842년 2월 28일 |
| 17 | 엘렌버러 경                  |      | 1842년 2월 28일 | 1844년 6월      |
| 18 | 윌리엄 윌버포스 버드 (대리)  |      | 1844년 6월      | 1844년 7월 23일 |
| 19 | 헨리 하딩                    |      | 1844년 7월 23일 | 1848년 1월 12일 |
| 20 | 달하우지 백작                |      | 1848년 1월 12일 | 1856년 2월 28일 |
| 21 | 캐닝 자작                    |      | 1856년 2월 28일 | 1858년 11월 1일 |

### 인도 총독 겸 지사, 1858-1947
| #  | 이름                    | 초상 | 임기 시작        | 임기 종료        |
| -- | ----------------------- | ---- | ---------------- | ---------------- |
| 22 | 캐닝 자작               |      | 1858년 11월 1일  | 1862년 3월 21일  |
| 23 | 엘긴 백작               |      | 1862년 3월 21일  | 1863년 11월 20일 |
| 24 | 로버트 네이피어 (대리)  |      | 1863년 11월 20일 | 1863년 12월 2일  |
| 25 | 윌리엄 데니슨 (대리)    |      | 1863년 12월 2일  | 1864년 1월 12일  |
| 26 | 준남작 존 로런스 경     |      | 1864년 1월 12일  | 1869년 1월 12일  |
| 27 | 메이요 백작             |      | 1869년 1월 12일  | 1872년 2월 8일   |
| 28 | 존 스트래치 (대리)      |      | 1872년 2월 9일   | 1872년 2월 23일  |
| 29 | 네이피어 경 (대리)      |      | 1872년 2월 24일  | 1872년 5월 3일   |
| 30 | 노스브룩 경             |      | 1872년 5월 3일   | 1876년 4월 12일  |
| 31 | 리턴 경                 |      | 1876년 4월 12일  | 1880년 6월 8일   |
| 32 | 리펀 후작               |      | 1880년 6월 8일   | 1884년 12월 13일 |
| 33 | 더퍼린 백작             |      | 1884년 12월 13일 | 1888년 12월 10일 |
| 34 | 랜즈다운 후작           |      | 1888년 12월 10일 | 1894년 10월 11일 |
| 35 | 엘긴 백작               |      | 1894년 10월 11일 | 1899년 1월 6일   |
| 36 | 커즌오브케들스턴 경     |      | 1899년 1월 6일   | 1905년 11월 18일 |
| 37 | 민토 백작               |      | 1905년 11월 18일 | 1910년 11월 23일 |
| 38 | 하딩오브펜스허스트 경   |      | 1910년 11월 23일 | 1916년 4월 4일   |
| 39 | 첼름스퍼드 경           |      | 1916년 4월 4일   | 1921년 4월 2일   |
| 40 | 레딩 백작               |      | 1921년 4월 2일   | 1926년 4월 3일   |
| 41 | 어윈 경                 |      | 1926년 4월 3일   | 1931년 4월 18일  |
| 42 | 윌링던 백작             |      | 1931년 4월 18일  | 1936년 4월 18일  |
| 43 | 린리스고 후작           |      | 1936년 4월 18일  | 1943년 10월 1일  |
| 44 | 웨이벌 자작             |      | 1943년 10월 1일  | 1947년 2월 21일  |
| 45 | 마운트배튼오브버마 자작 |      | 1947년 2월 21일  | 1947년 8월 15일  |

### 인도 연방 지사, 1947-1950
| 이름                      | 초상 | 임기 시작       | 임기 종료       |
| ------------------------- | ---- | --------------- | --------------- |
| 마운트배튼오브버마 자작   |      | 1947년 8월 15일 | 1948년 6월 21일 |
| 차크라바티 라자고팔라차리 |      | 1948년 6월 21일 | 1950년 1월 26일 |

### 파키스탄 지사, 1947-1956
| 이름               | 초상 | 임기 시작        | 임기 종료        |
| ------------------ | ---- | ---------------- | ---------------- |
| 무하마드 알리 진나 |      | 1947년 8월 15일  | 1948년 9월 11일  |
| 하와자 나지무딘    |      | 1948년 9월 14일  | 1951년 10월 17일 |
| 말릭 굴람 무함마드 |      | 1951년 10월 17일 | 1955년 10월 6일  |
| 이스칸데르 미르자  |      | 1955년 10월 6일  | 1956년 3월 23일  |

## 같이 보기
- 영국령 인도 제국의 총독
- 파키스탄의 총독
- 인도 제국